# Francouzský převrat (1851)

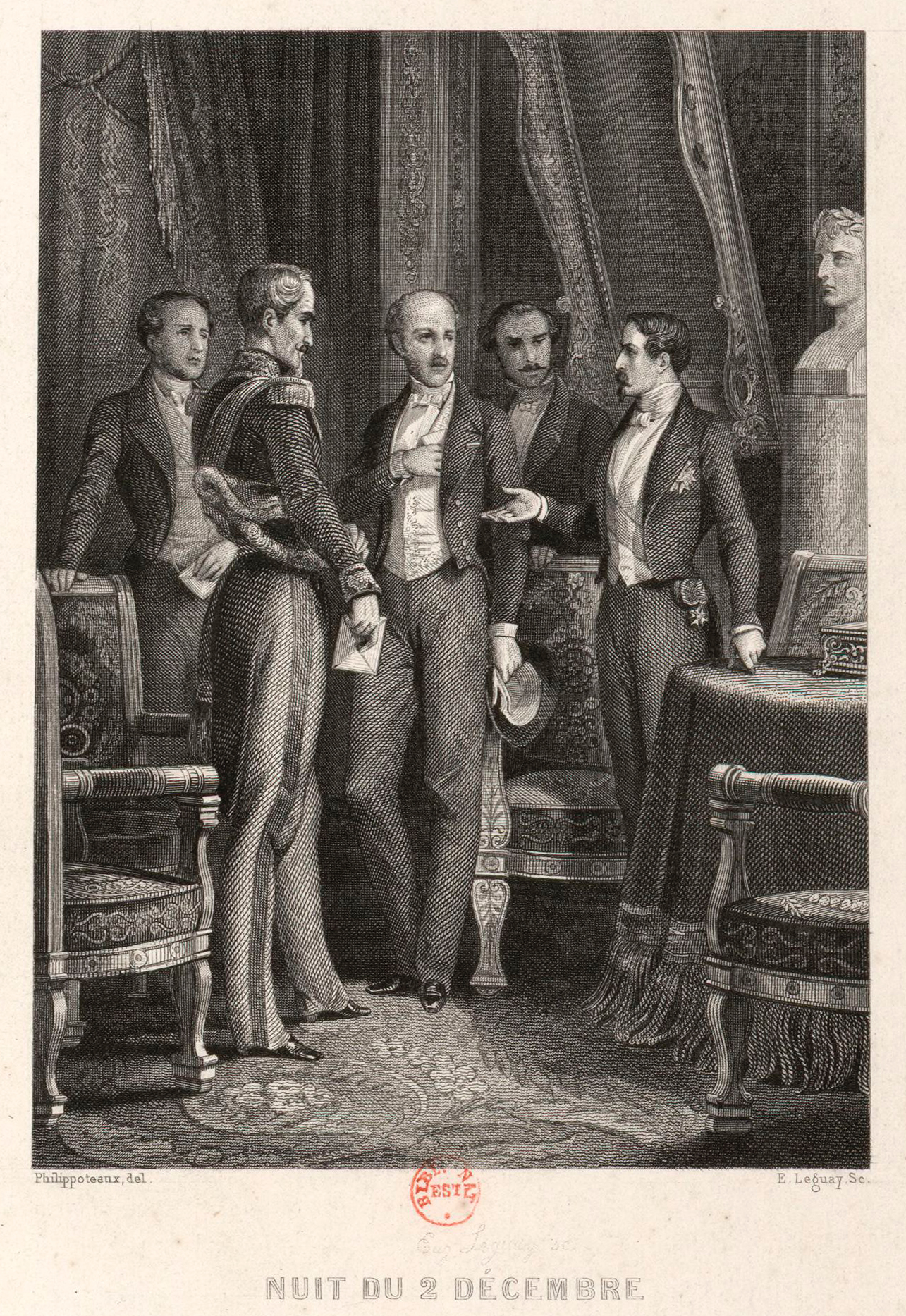
Ludvík Napoleon uděluje svým podřízeným příkazy k provedení převratu

Francouzský převrat byl státní převrat, který provedl dne 2. prosince 1851 Charles Louis Napoléon Bonaparte.

## Okolnosti
Červencová monarchie krále Ludvíka Filipa trvala od roku 1830 do 1848, kdy byla svržena únorovou revolucí a ustanovením Druhé republiky, jejímž prezidentem se 10. prosince 1848 stal Charles Louis Napoléon Bonaparte. Nicméně i republika se potýkala s těžkými hospodářskými problémy a již v červnu 1848 došlo k povstání dělníků kvůli uzavření národních dílen.

## Průběh převratu
Dne 2. prosince 1851 rozpustil francouzský prezident Charles Louis Napoléon Bonaparte Národní shromáždění a nechal uvěznit vedoucí opoziční politiky. Následovaly krátké pouliční boje, které Napoleon do 5. prosince potlačil.
Po úspěšném plebiscitu z 21. prosince 1851 o nové ústavě a plebiscitu z 21. listopadu 1852 o znovuzavedení císařství se Napoleon nakonec 2. prosince 1852 (první výročí převratu) nechal prohlásit francouzským císařem jako Napoleon III., což vedlo ke konci druhé francouzské republiky a k začátku druhého císařství.